# Neohaematopinus neotomae
Neohaematopinus neotomae är en insektsart som beskrevs av Ferris 1942. Neohaematopinus neotomae ingår i släktet Neohaematopinus och familjen ledlöss. Inga underarter finns listade i Catalogue of Life.